# Stenonartonia polybioides
Stenonartonia polybioides (лат.) — вид одиночных ос рода Stenonartonia (Eumeninae). Южная Америка.

## Распространение
Южная Америка: Перу.

## Описание
Осы среднего размера с желтовато-буровато-черной окраской тела, длина около 1 см. От близких родов отличается следующими признаками: наличие крупного пузыревидного переднебокового скутеллярного «окна» (эта вогнутость один из общих с S.hasyva признаков), а также сильно деформированный кончик антенны самца и среднее бедро, что свидетельствует о наличии сложного аксиллярной ямки атриума; о чень широкий наличник, крайне редуцированная передняя метанотальная полоса, относительно узкий проподеум с обильными тонкими косыми полосами и очень тонкий первый метасомальный сегмент. Вид был впервые описан в 1904 году, а его валидный статус подтверждён в ходе ревизии, проведённой в 2011 году бразильским энтомологом Bolívar R. Garcete-Barrett (Laboratório de Biologia Comparada de Hymenoptera, Departamento de Zoologia, Universidade Federal do Paraná, Куритиба, Парана, Бразилия).